# Carposina phycitana
Carposina phycitana is een vlinder uit de familie van de Carposinidae. De wetenschappelijke naam van de soort is voor het eerst geldig gepubliceerd in 1914 door Walsingham.